# Пам'ятники Полоцька
Пам'ятники Полоцька (Білорусь):
| Назва                                                                                         | Розташування                                                    | Короткий опис | Зображення                    |
| --------------------------------------------------------------------------------------------- | --------------------------------------------------------------- | --- | ----------------------------- |
| Скульптура купця                                                                              | На розі вулиць Гоголя і Скорини біля Будинку торгівлі           | Бронзова скульптура вагою 350 кг присвячена купцям міста всіх часів. Виготовлена на кошти підприємців міста. Встановлена 25 липня 2008 року |                               |
| Бюст Кондратенко Романа Ісидоровича                                                           | Площа Свободи                                                   | Бюст генерал-лейтенантові Кондратенко Р. І., герою оборони Порт-Артура, випускнику Полоцького кадетського корпусу (1874). Встановлено 31 травня 2008 року |                               |
| Пам'ятник Всеславу Брячиславичу                                                               | На розі вулиць Октябрської і Фрунзе                             | Пам'ятник Всеславу Брячиславичу, полоцькому князю, перший в Білорусі монумент з кінною статуєю. Вага 4,5 т, відлитий з бронзи, встановлений 1 вересня 2007 року. Висота кінної статуї і вершника близько 3,5 метрів. Зведення монумента здійснювалося за рахунок спонсорської допомоги, пожертвувань полочан |                               |
| Будинок Петра І                                                                               | вул. Леніна, 33                                                 | Пам'ятник архітектури з елементами стилю бароко. Побудований в 1692 році як житловий (у 18-19 століттях перебудований). |                               |
| Пам'ятник Льву Толстому                                                                       | Перед будинком Петра І                                          | |                               |
| Борисів камінь                                                                                | Біля Софійського собору                                         | Камінь-валун близько 8 м в колі, поверхня нерівна. На камені висічений шестикінечний хрест і написи «ХС НИКА» і «Господи помози рабу своему Борису». Камінь Бориса — пам'ятник епіграфіки 12 століття |                               |
| Пам'ятник «Визволителям Полоцька»                                                             | Площа Свободи                                                   | У братській могилі поховано 16 воїнів, загиблих в 1944 році при відвоюванні Полоцька. У 1981 році на братській могилі поставлений новий пам'ятник (архітектор В. Аладов, скульптор Р. Муромцев). Це архітектурно-скульптурна композиція, центром якої є стела з бронзовим барельєфом і написом. |                               |
| Пам'ятник радянським воїнам. Обеліск на честь військ 1-го Прибалтійського фронту              | Південно-західна частині міста, біля шосейної дороги на Мінськ. | Пам'ятник поставлений на честь військ 1-го Прибалтійського фронту, які 4 липня 1944 року відвоювали місто у нацистів. У 1966 році була встановлена стела. У 1980 році на честь пам'яті екіпажа танка Героя Радянського Союзу молодшого лейтенанта Хальова, який 2 липня 1944 року першим увірвався в місто, поставлений танк на постаменті |                               |
| Пам'ятник літері «Ў»                                                                          | Сквер на проспекті К. Маркса                                    | 7 вересня 2003 року в місті пройшов черговий День білоруської писемності. До цієї події і було приурочено відкриття пам'ятного знаку літері «Ў». Він зроблений у вигляді стели. На гранях її рельєфні зображення. Пам'ятник з скульптурного пластиліну і гіпсу також може служити сонячним годинником, по якому можна визначити час доби. Автором проекту став відомий білоруський скульптор Олександр Фінський. |                               |
| Пам'ятник Франциску Скорині                                                                   | Перехрестя вул. Гоголя і проспекту К. Маркса на площі Скорини   | Пам'ятник Франциску Скорині встановлений в 1974 році. Скульптори А.Глебов, І. Глебов, А. Заспіцький. Висота пам'ятника 12 м, матеріали: бронза, червоний граніт, пісковик. Висота бронзової скульптури — 5,5 м. |                               |
| Пам'ятник Симеону Полацкаму                                                                   |                                                                 | Пам'ятник Симеону Полацкаму встановлений в 2004 році. Скульптор Аляксандр Міхайлавіч Фінскі. |                               |
| Пам'ятник кривичам                                                                            | Біля Картинної галереї                                          | Скульптурна композиція була відкрита в жовтні 2001 року. Робота мінського скульптора Олександра Шатерника покликана відображати, за задумом автора, ідею зв'язку часів і поколінь. Погляду присутніх відкривається човен, на якому немов пливе ожила Передслава, в постриженні потім Єфросинія, що стала, просвітителем землі білоруської |                               |
| Курган Безсмерття                                                                             | У південній частині міста, на лівому березі Західної Двіни      | Насипаний жителями міста в 1966 році в пам'ять жителів Полоцька і Полоцького району, яких занапастили гітлерівці під час Другої світової війни, а також воїнів Червоної армії, які загинули в боях проти нацистів на території міста і району. У курган привезена земля з братських могил Оршанського, Верхньодвінського, Глубоцького, Лепельського, Россонського, Ушацького районів, з Брестської фортеці-героя, з кладовища радянських воїнів на Ольшанах в Празі. Висота кургану становить 10 метрів. Біля підніжжя запалений Вічний вогонь, під мармуровою плитою замуровано послання нащадкам 2017 року, на іншій мармуровій плиті висічений пам'ятний напис |                               |
| Червоний міст                                                                                 | Міст через річку Полота, вул. Фрунзе                            | Червоний міст — місце запеклої битви російських військ з французькими 7 жовтня 1812 року. Під час франко-російської війни 1812 року воїни Петербурзького ополчення під вогнем супротивника захопили міст через Полоту і увірвалися в центр міста. У бою за місто загинуло близько 7 тисяч російських солдат. Міст був залитий кров'ю. З того часу його називають Червоним. У 1975 році на місці старого дерев'яного моста побудований новий. Біля моста встановлена меморіальна дошка |                               |
| Пам'ятник Єфросинії Полоцькій                                                                 | На розі вулиць Фрунзе та Комуністичної                          | Відкрився 28 вересня 2000 року. Пам'ятник заввишки в 3 метри 20 сантиметрів встановлений в центрі міста. Рішення про увічнення пам'яті канонізованої церквою просвітительки 12 століття прийняв Полоцкий міськвиконком. Проект виконав мінський скульптор, член Союзу художників Володимир Голубєв. Бронзова фігура Євфросинії відлила на Мінському тракторному заводі, а встановив її Полоцкий будівельно-монтажний трест № 22. Цей проект виконаний методом народного будівництва. Окрім бюджетних коштів привернуті гроші меценатів, приватні пожертвування |                               |
| Пам'ятник Симеону Полоцькому                                                                  | Проспект К. Маркса, біля кінотеатру «Родіна»                    | Пам'ятник просвітителеві 17 століття Симеону Полоцькому був відкритий 7 вересня 2003 року, в день білоруської писемності. Автор монумента Олександр Фінський |                               |
| Пам'ятник 23-м воїнам-гвардійцям                                                              | вулиця Леніна, 41                                               | Пам'ятник є скульптурною композицією: група воїнів і стела з журавлями, на якій перераховані імена воїнів-гвардійців, які 3 липня 1944 року прорвалися до моста, захопили плацдарм і утримували його до підходу радянських військ. Пам'ятник встановлений в 1989 році |                               |
| Пам'ятник комсомольцям Полоцька, загиблим на фронтах громадянської і Великою Вітчизняної воєн | проспект К. Маркса, сквер                                       | Встановлений в 1968 році на честь 50-ліття ВЛКСМ (скульптори В. Поташник, Р. Потапов; залізо, бетон). На двох площинах стіни в техніці контурного рельєфу виконано 6 сюжетних композицій |                               |
| Каплиця в пам'ять воїнам, загиблим в Афганістані                                              | проспект К. Маркса, сквер                                       | 14 жовтня 2004 року відбулось освячення каплиці воїнам-афганцям. На стінах каплички з червоної цеглини вибиті імена тих, хто загинув у війні |                               |
| Пам'ятник Леніну                                                                              | Привокзальна площа                                              | Пам'ятник Леніну, одина з багатьох сірих і бездарних скульптур «вождю світового пролетаріату» |                               |
| Пам'ятний знак на місці стародавнього городища                                                |                                                                 | |                               |
| Миколі Чудотворцю                                                                             | біля Свято-Єфросинінського монастиря                            | Пам'ятник виконаний з бронзи, його висота — 3,5 метра, ще півтора метри составялет висота постаменту. Автор пам'ятника, заслужений художник Росії Сергій Ісаков. Монумент відлитий на одному з найкращих заводів Росії — Московському ливарному заводі. |                               |
| Географічний центр Європи                                                                     |                                                                 | відкритий 31 травня 2008 року на 55 градусі 30 мінуті північної широти і 28 градусі 48 мінуті східної довготи (55°30′00″ пн. ш. 28°48′00″ сх. д. / 55.50000° пн. ш. 28.80000° сх. д.) | Файл:Polotsk GCE monument.jpg |